# Système de gestion des plaques d'immatriculation des véhicules automobiles de Shanghai
 (février 2025).

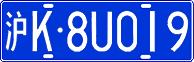
Exemple de format de la plaque d'immatriculation de petit véhicule automobile de Shanghai (non à énergie nouvelle)

Le système de gestion des plaques d'immatriculation des véhicules automobiles de Shanghai vise à introduire les mesures de gestion des plaques d'immatriculation des véhicules automobiles à Shanghai, en République populaire de Chine .
Shanghai est confrontée à des défis en matière de protection de l’environnement et de gestion du trafic en raison de sa grande taille. À cette fin, Shanghai s'est référée à la politique de Certificat de propriété du véhicule automobiles de Singapour et a mis en œuvre un système d'enchères de quotas pour les plaques d'immatriculation de voitures particulières non commerciales,, tout en appliquant également des restrictions de circulation sur les véhicules à moteur avec des plaques d'immatriculation hors de la ville de Shanghai.

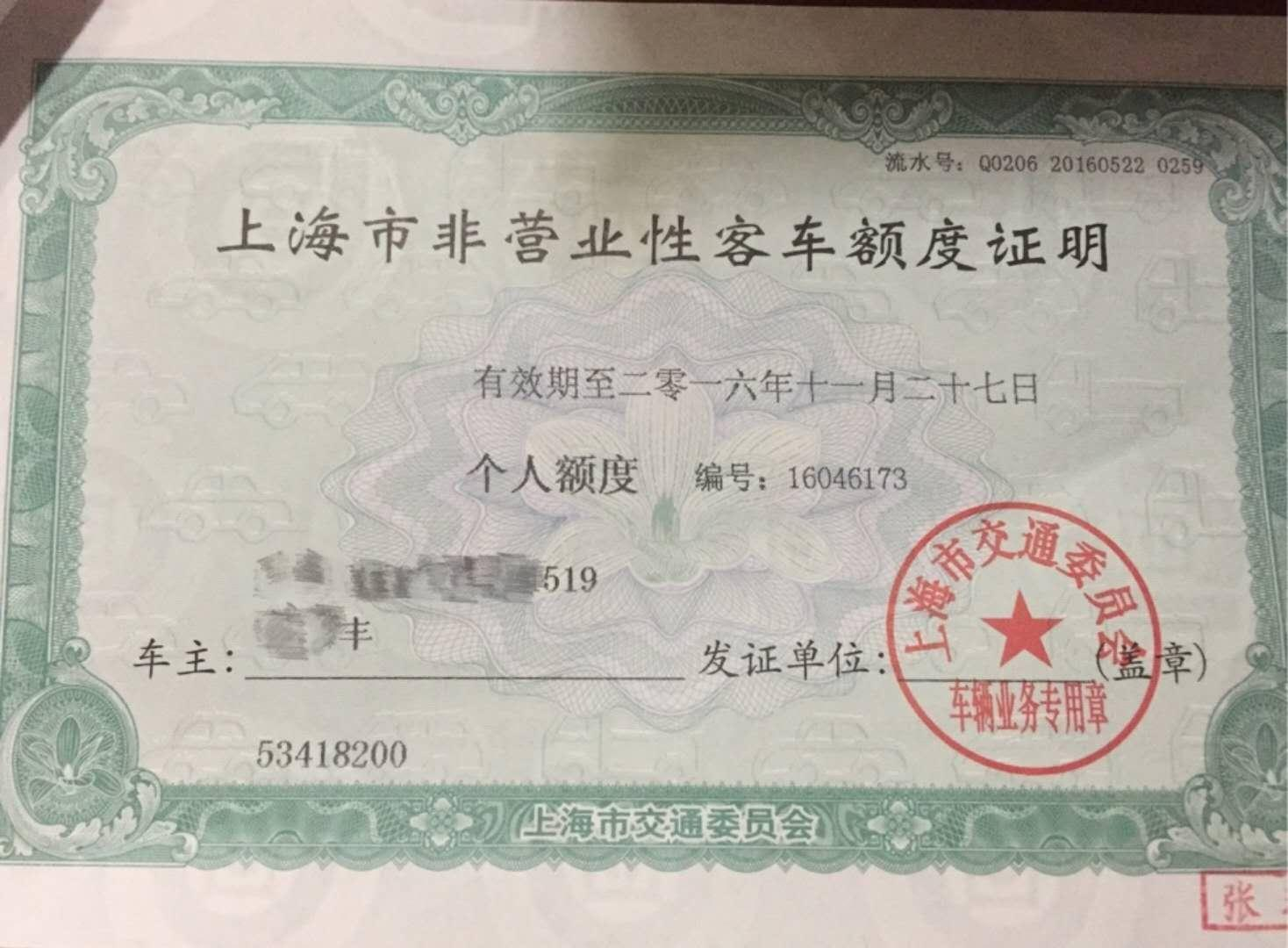
Un « Certificat de quota pour les véhicules de passagers non commerciaux de Shanghai »

## Plaque d'immatriculation C de Shanghai

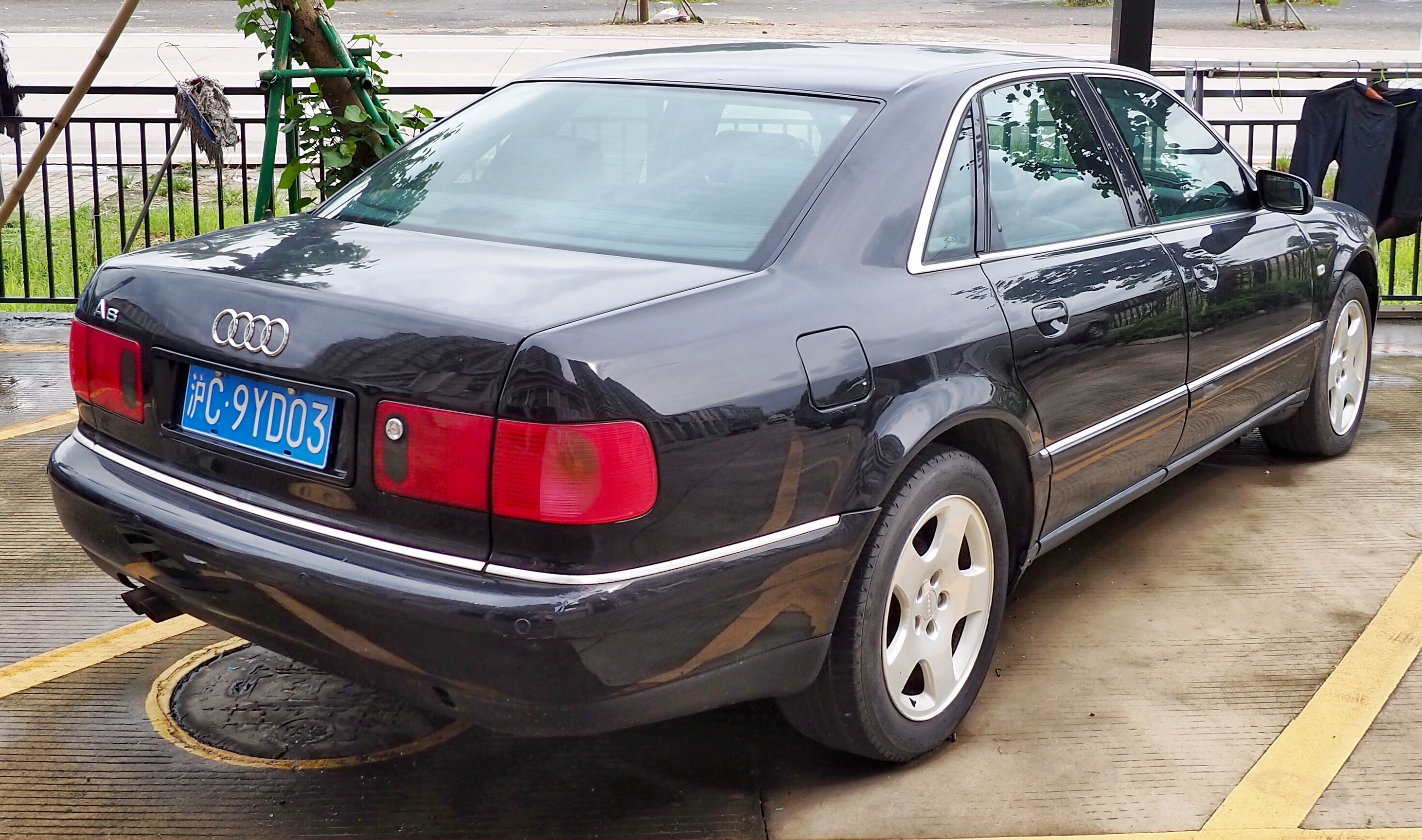
Audi A8 avec plaque d'immatriculation C de Shanghai

La plaque d'immatriculation C de Shanghai est une plaque d'immatriculation délivrée par Shanghai aux résidents des banlieues. Ce type de plaque d'immatriculation ne nécessite pas d'enchère. Cependant, les véhicules immatriculés sous la plaque C de Shanghai ne peuvent circuler que dans la zone de conduite des plaques C de Shanghai et ne peuvent pas entrer dans la zone située à l'intérieur de la rocade extérieure,.

## Plaque d'immatriculation à énergie nouvelle

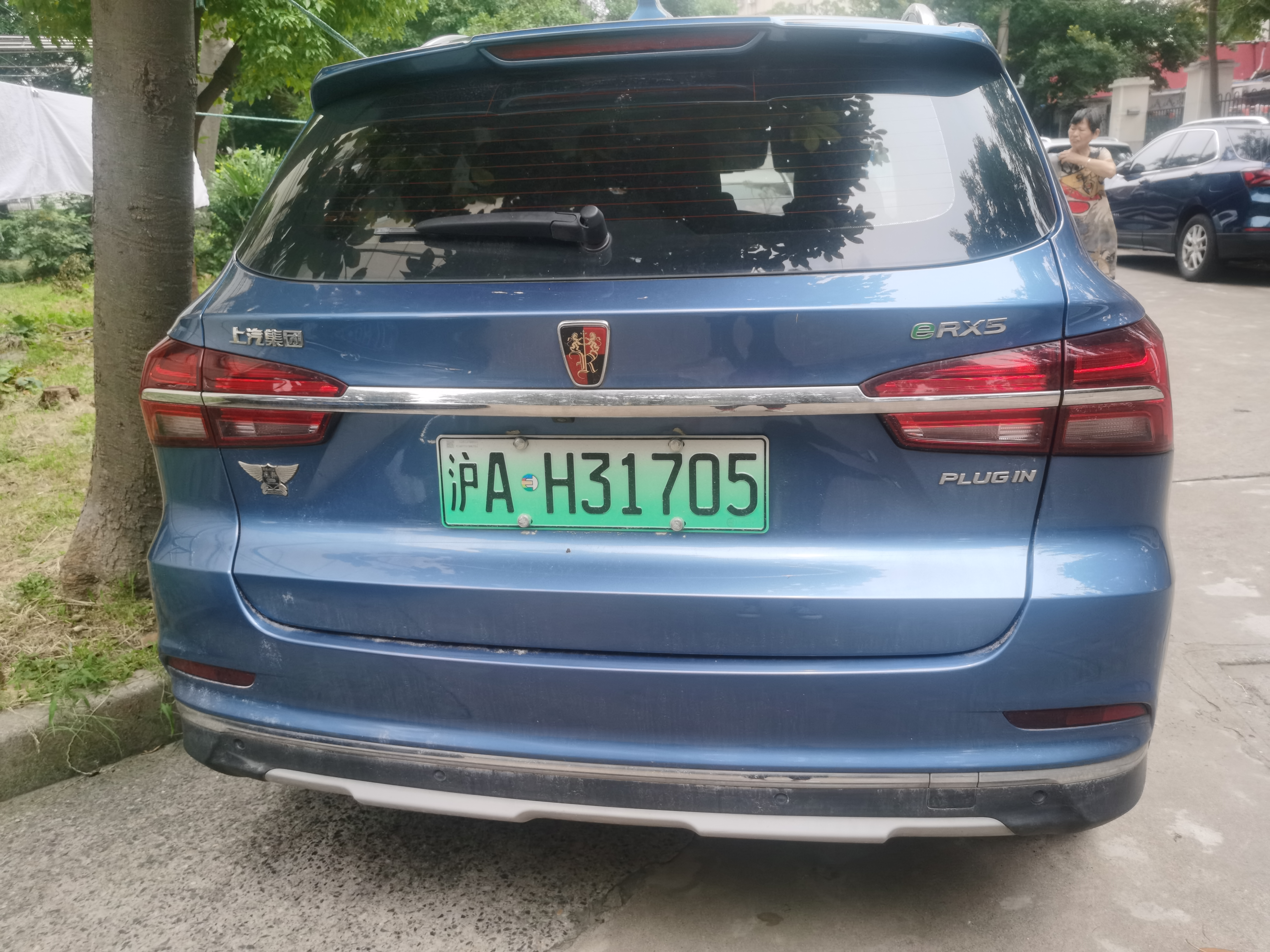
Un Roewe eRX5 (version rechargeable) avec une nouvelle plaque d'immatriculation à énergie nouvelle, le numéro de plaque d'immatriculation commence par H. À partir du 1er janvier 2023, les utilisateurs qui achètent des véhicules hybrides rechargeables devront faire une offre d'enchère pour une plaque d'immatriculation

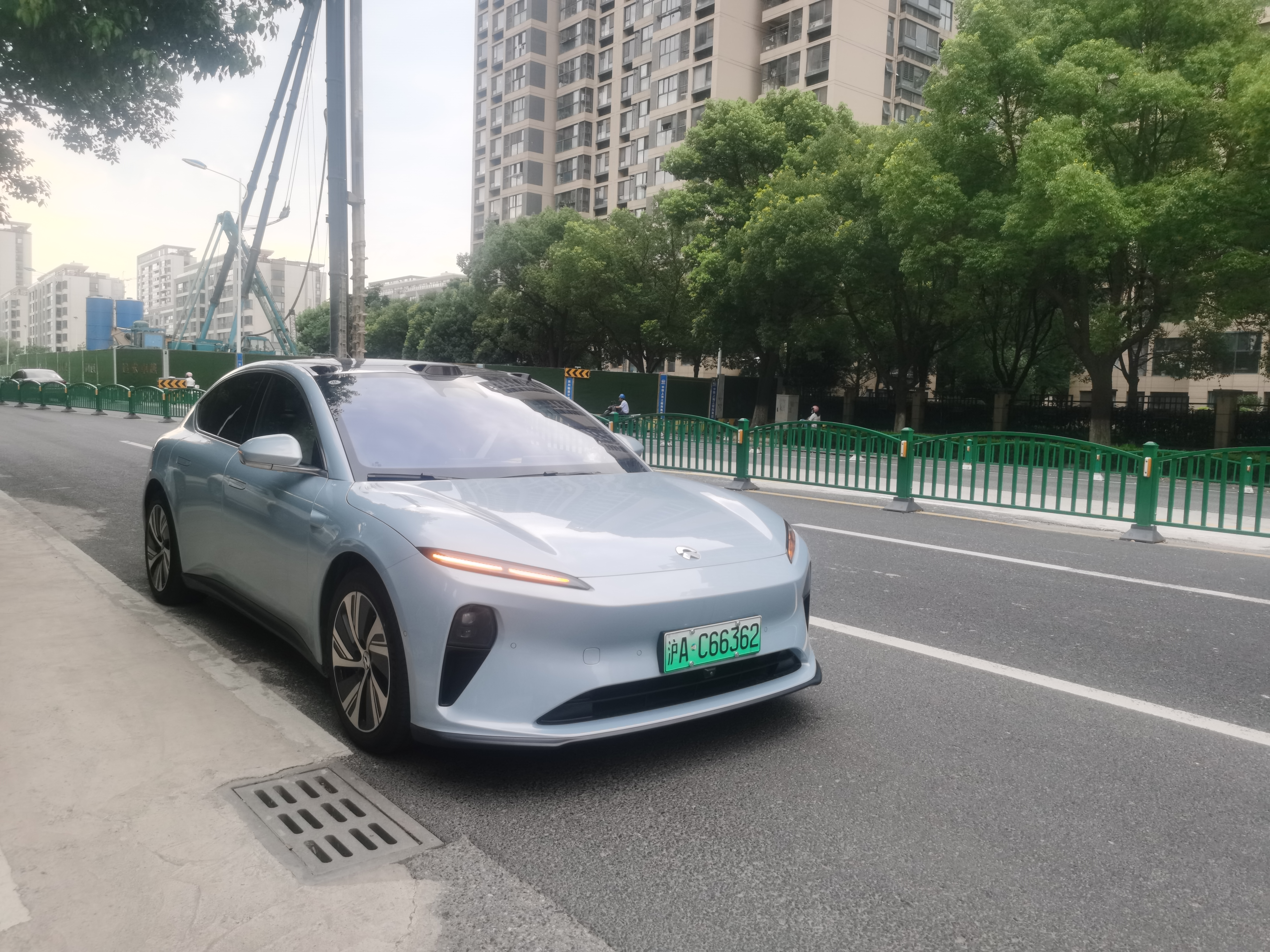
Un NIO ET5 (purement électrique) avec une nouvelle plaque d'immatriculation à énergie nouvelle, le numéro de plaque d'immatriculation commence par C

Le 28 décembre 2012, le gouvernement populaire municipal de Shanghai a publié les « Mesures provisoires pour la mise en œuvre du programme pilote de Shanghai visant à encourager l'achat et l'utilisation privés de véhicules à énergie nouvelle », qui stipulent que des quotas de plaques d'immatriculation spéciales seront délivrés gratuitement pour les véhicules à énergie nouvelle qui répondent aux exigences. Conformément aux mesures, les véhicules purement électriques et les véhicules hybrides rechargeables peuvent bénéficier de la politique de plaque d'immatriculation gratuite.